# Выборы в ландтаг Рейнланд-Пфальца 1987
Выборы в ландтаг Рейнланд-Пфальца 1987 года состоялись 17 мая. Правящей партии Христианско-демократическому союзу (CDU) во главе с Бернхардом Фогелем не удалось удержать абсолютное большинство, после чего ей пришлось вступить в колацию со Свободной демократической партией, которая смогла повторно войти в состав парламента, после того как впервые провалилась на выборах в ландтаг Рейнланд-Пфальца 1983 года. Зелёные впервые в истории смогли войти в состав парламента.

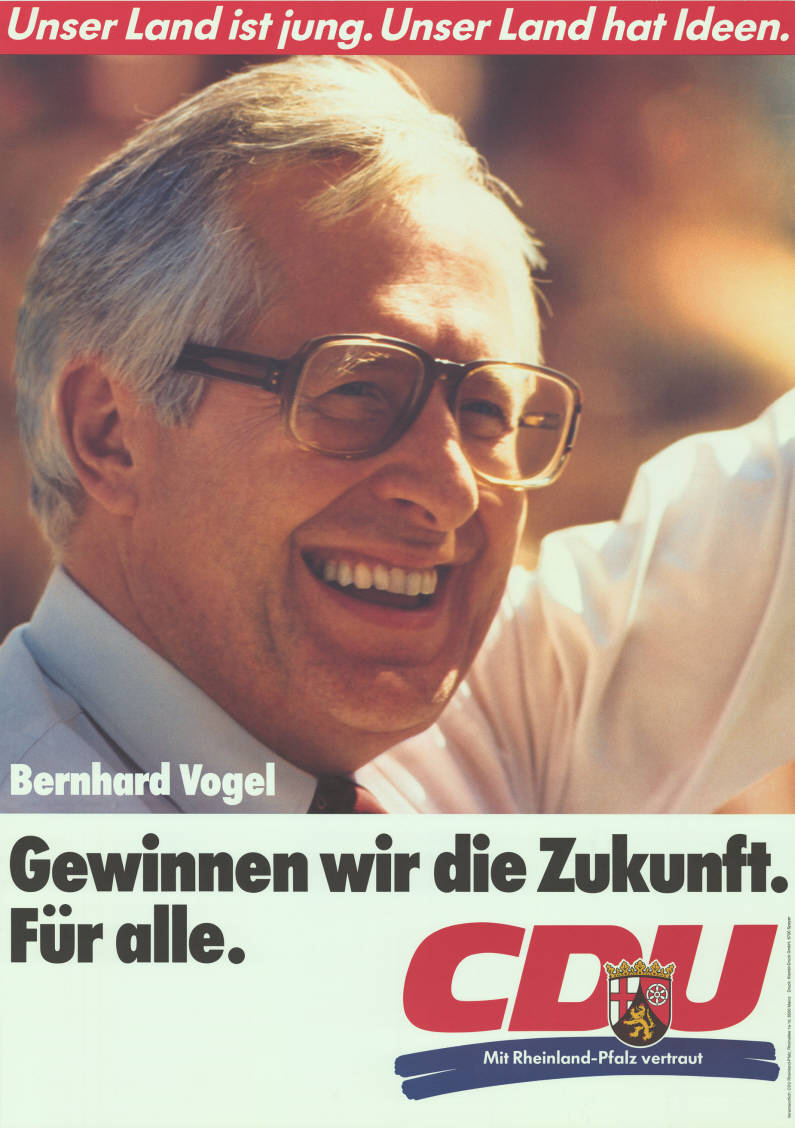
Плакат Христианско-демократического союза (CDU)

## Начальное положение
Премьер-министр Бернхард Фогель сформировал 3-й кабинет Фогеля, который как первый и второй состоял исключительно из министров Христианско-демократического союза.

## Результаты выборов
Распределение мест после выборов 1987 года
Выборы в ландтаг состоялись 17 мая 1987 года. Участие в выборах приняло 7 партий.
- Общее количество избирателей: 2 866 516;
- Количество явившихся избирателей: 2 205 967;
- Явка избирателей: 76,96 %, из них:
  - действительные голоса: 2 177 314;
  - недействительные голоса: 28 653.

| Партия                              | Партия                                       | Голосов   | %     | Мест | Изменений |
| ----------------------------------- | -------------------------------------------- | --------- | ----- | ---- | --------- |
|                                     | Христианско-демократический союз (CDU)       | 981 412   | 45,07 | 48   | ▼9        |
|                                     | Социал-демократическая партия Германии (SPD) | 844 241   | 38,77 | 40   | ▼3        |
|                                     | Свободная демократическая партия (FDP)       | 158 964   | 7,30  | 7    | ▲7        |
|                                     | Зелёные                                      | 128 653   | 5,91  | 5    | ▲5        |
|                                     | Свободные избиратели Рейнланд-Пфальца (FWG)  | 31 869    | 1,46  |      |           |
|                                     | Национал-демократическая партия (NPD)        | 18 227    | 0,84  |      |           |
|                                     | Экологическая демократическая партия         | 9 580     | 0,44  |      |           |
|                                     | Германская коммунистическая партия           | 2 734     | 0,13  |      |           |
|                                     | Патриоты для Германии                        | 1 634     | 0,08  |      |           |
| Недействительных бюллетеней         | Недействительных бюллетеней                  | 28 653    | 1,30  | -    | -         |
| Всего                               | Всего                                        | 2 205 967 | 100   | 100  | -         |
| Зарегистрированных избирателей/явка | Зарегистрированных избирателей/явка          | 2 177 314 | 76,96 | -    | -         |